# Eastern-Air-Lines-Flug 1320
Am 17. März 1970 ereignete sich auf dem Eastern-Air-Lines-Flug 1320 (Flugnummer: EA1320) ein schwerer Zwischenfall mit einer McDonnell Douglas DC-9-31 der Eastern Air Lines, als ein Entführer auf dem Flug vom Newark International Airport zum Logan International Airport versuchte, die Besatzung zu töten, um das Flugzeug zum Absturz zu bringen. Der Erste Offizier überlebte den Angriff nicht, der Flugkapitän konnte die Maschine trotz seiner schweren Verletzungen sicher landen.

## Flugzeug
Bei der Maschine handelte es sich um eine Douglas DC-9-31, die im Werk von McDonnell Douglas in Long Beach, Kalifornien endmontiert wurde und ihren Erstflug am 6. April 1967 absolvierte. Am 28. Mai 1967 wurde die DC-9 an die Eastern Air Lines ausgeliefert. Die Maschine wurde mit dem Luftfahrzeugkennzeichen N8925E zugelassen und erhielt die Flottennummer 925. Das Flugzeug trug die Werksnummer 45840, es handelte sich um die 117. Douglas DC-9 aus laufender Produktion. Das zweistrahlige Schmalrumpfflugzeug war mit zwei Triebwerken des Typs Pratt & Whitney JT8D-7B ausgestattet.

## Besatzung und Passagiere
Flugkapitän war der 31-jährige Robert Wilbur Jr., ein ehemaliger Kampfpilot der US Air Force, der zum damaligen Zeitpunkt in Fair Lawn, New Jersey wohnte. Wilbur Jr. wurde nur sechs Monate vor dem Zwischenfall zum Flugkapitän befördert. Er verfügte über 7814 Stunden Flugerfahrung, wovon er 125 im Cockpit der Douglas DC-9 absolviert hatte. Als Erster Offizier wurde auf dem Flug der 30-jährige James E. Hartley aus Fort Lee, New Jersey eingesetzt, Purserin war Christine Peterson. Den Flug hatten zwei Flugbegleiter und 68 Passagiere angetreten.

## Flugplan
Mit der Maschine sollte ein Inlandslinienflug vom Newark International Airport in New Jersey zum Logan International Airport in Boston, Massachusetts durchgeführt werden. Es handelte sich um einen Regionalflug, der von der Eastern Air Lines Shuttle, einer Marke der Eastern Air Lines durchgeführt wurde.

## Ereignisse an Bord
Die Maschine hob planmäßig in Newark ab. Kurz nach dem Start begann die Purserin Christine Peterson, das Fahrgeld von den Passagieren einzusammeln, da es zur damaligen Zeit üblich war, dass auf Regionalflügen die Tickets in bar auf Flügen bezahlt wurden. Etwa 10 bis 15 Minuten nach dem Start sprach die Purserin den etwa 25 Jahre alten Passagier John Divivo an, woraufhin dieser entgegnete, dass er nicht genug Geld dabeihabe, um den Flugpreis von 15,75 US-Dollar zu bezahlen. Divivo zückte daraufhin eine Handfeuerwaffe und sagte, dass er den Kapitän sprechen wolle. Peterson begleitete Divivo zum Cockpit und ging kurz darauf wieder in die Passagierkabine zurück.
Nach etwa 20 weiteren Minuten waren laut Aussage eines Passagiers vier Schüsse aus dem Cockpit zu hören. Wie die Ermittlungen später ergaben, hatte Divivo zu diesem Zeitpunkt auf Hartley geschossen und anschließend Kapitän Wilbur mit zwei Schüssen in beide Arme schwer verletzt. Trotz seiner schweren Schussverletzung gelang es Hartley, den Angreifer zu überwältigen, dabei löste sich ein weiterer Schuss, der Divivo in die Brust traf.
Dem verletzten Kapitän gelang es, die Maschine sicher auf dem Flughafen Boston zu landen, wenngleich er auch die DC-9 mit einer hohen Geschwindigkeit aufsetzte. Außer den drei Personen im Cockpit kam niemand an Bord der Maschine zu Schaden. Das Flugzeug blieb bei dem Zwischenfall unbeschädigt.
Kapitän Wilbur sowie der Angreifer John Divivo wurden nach der Landung in Boston ins Krankenhaus gebracht und notoperiert. Der Erste Offizier Hartley starb an seinen Schussverletzungen. Divivo erhängte sich am 31. Oktober 1970 in der Untersuchungshaft.

## Täter
Die Polizei teilte mit, dass der etwa 25 Jahre alte John Divivo mit seiner Mutter, seiner jugendlichen Schwester und zwei Brüdern in West New York, New Jersey zusammenwohnte und im Palisades Amusement Park im Bergen County, New Jersey arbeitete.